# Viseu (distrikt)
Distrito de Viseu är ett av Portugals 18 distrikt vars residensstad är Viseu.

## Geografi
Distriktet ligger i mellersta Portugal.
Det har 394 927 invånare och en yta på 5 007 km².

## Tätorter
De största tätorterna i distriktet:
- Viseu
- Mangualde
- Santa Comba Dão
- Tondela
- Lamego

## Kommuner
Viseu distrikt omfattar 24 kommuner.

- Armamar
- Carregal do Sal
- Castro Daire
- Cinfães
- Lamego
- Mangualde
- Moimenta da Beira
- Mortágua
- Nelas
- Oliveira de Frades
- Penalva do Castelo
- Penedono
- Resende
- Santa Comba Dão
- São João da Pesqueira
- São Pedro do Sul
- Sátão
- Sernancelhe
- Tabuaço
- Tarouca
- Tondela
- Vila Nova de Paiva
- Viseo
- Vouzela